# Fotografia no Uzbequistão

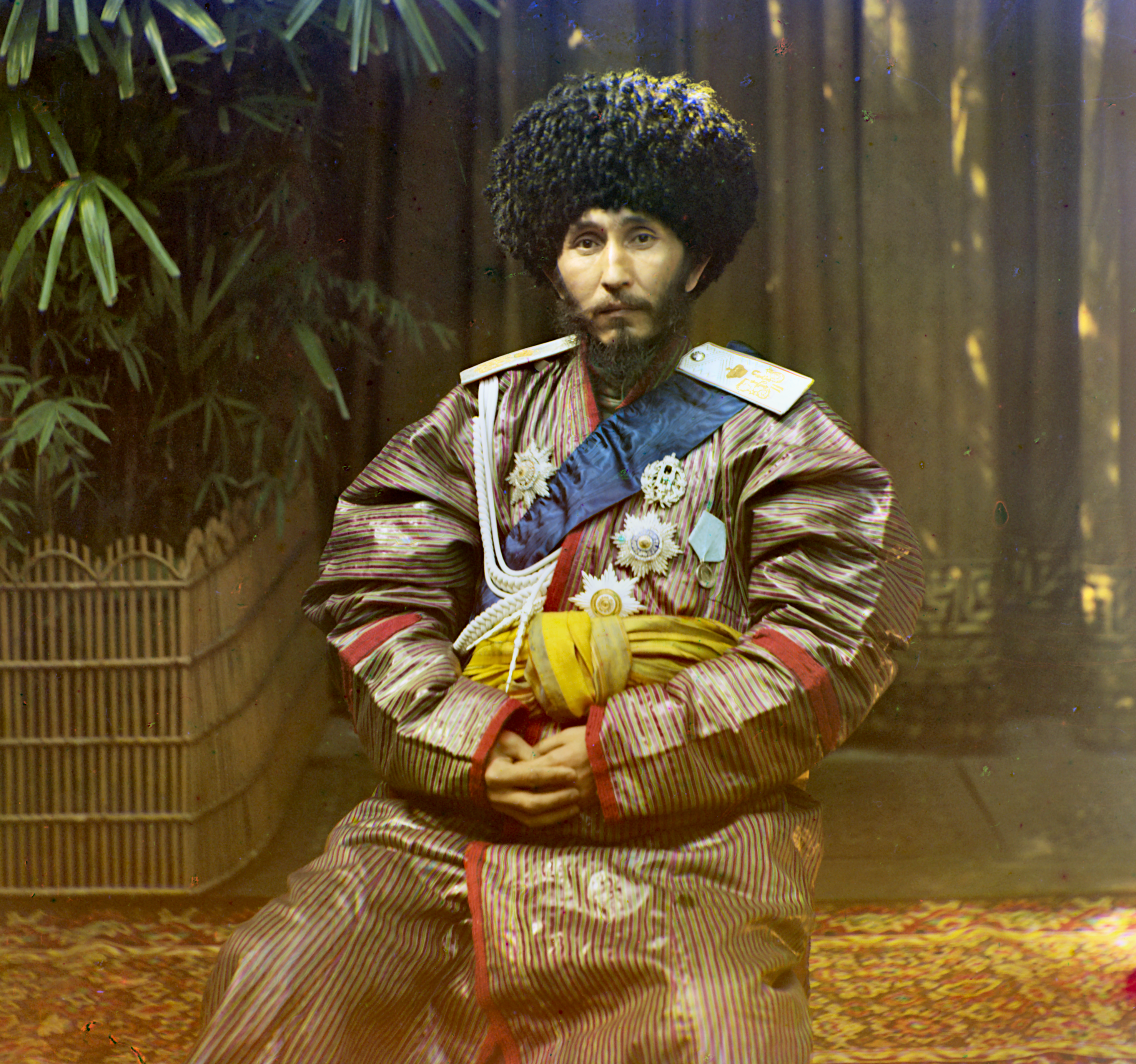
Fotografia de Isfandiar Jurji Badur, Cã de Quiva. Data provável: 1911

A fotografia no Uzbequistão começou a desenvolver-se a partir de 1882, quando o fotógrafo e professor Wilhelm Penner, um alemão do Volga, mudou-se para Quiva integrado à migração dos menonitas russos para a Ásia Central, liderada por Claas Epp, Jr. Após a sua chegada ao Canato de Quiva, Penner partilhou as técnicas fotográficas com o estudante usbeque Khudaibergen Divanov, que depois se tornaria o fundador da fotografia no Usbequistão.
As primeiras fotografias da Ásia Central foram feitas por Anton Murenko, fotógrafo russo que chegou com a missão diplomática russa em 1858. As primeiras fotografias a cores da Ásia Central foram feitas por Sergei Prokudin-Gorski, um dos pioneiros da fotografia a cores.
As fotografias de Khudaibergen Divanov eram únicas em termos de demonstração da transição histórica das nações da Ásia Central para a União soviética. Apesar do pioneirismo nesta nova forma de artes visuais com as suas fotografias documentais de cariz etnográfico, Khudaibergen Divanov foi reprimido pelo regime da União Soviética e executado em 1940. Quando foi preso, grande parte do seu arquivo foi destruído pelas forças policiais, mas a família conseguiu preservar parte do espólio. Alguns dos seus trabalhos estão atualmente guardados no Arquivo Estatal Russo de Filmes e Fotografias Documentais em Krasnogorsk, Usbequistão.
No período soviético muitos fotógrafos usbeques interessaram-se pela fotografia documental. Um dos mais proeminentes representantes da fotografia usbeque foi Max Penson, um fotojornalista que foi para o Usbequistão em 1915 e mostrou as transformações históricas, sociais, religiosas e políticas que ocorreram sob influência soviética através das suas fotografias, que revelam a educação de mulheres e crianças e a construção de projetos de grande escala como o Grande Canal de Fergana e muitos outros. A sua fotografia intitulada "Madonna Usbeque" recebeu o Grande Prémio da Exposição Universal de 1937 em Paris.
Em 1997, um edifício no centro de Tashkent, capital do país, construído em 1934 e que tinha sido usado para albergar o Museu de História e a Direção de Exposições de Arte, passou a acolher a Casa da Fotografia Usbeque. Em 2005, a Casa da Fotografia Usbeque foi incluída na Academia de Artes do Usbequistão.